# Leonardus Lessius
Pour les articles homonymes, voir Leys.
Lenaert Leys, mieux connu sous son nom latinisé de Leonardus Lessius, né le 1er octobre 1554 à Brecht et décédé le 15 janvier 1623 à Louvain, est un juriste, économiste, théologien et jésuite brabançon.
Surnommé l'Oracle des Pays-Bas, figure de proue de l'École de Salamanque, il fut une source d'inspiration pour de nombreux autres juristes, tels Hugo Grotius, Juan de Lugo ou Pedro de Oñate.

## Biographie
Né de Lenaert Leys, agriculteur et échevin de Brecht, et de Maria Jan Wouter Aerts Derkinderen, Lessius grandit dans une famille de quatre enfants dont il est le seul garçon, mais dont les parents meurent rapidement. Après avoir fait ses études primaires dans son village, il est poussé par son oncle Huibrecht Leys à poursuivre ses études au Collège d'Arras (nl). En bénéficiant d'une bourse, il étudie ainsi dans la résidence Het Varken où il est en 1572 proclamé premier de tous les étudiants en philosophie.
La même année, au lieu de poursuivre des études à l'université de Louvain comme il lui est conseillé, il décide d'entrer dans la Compagnie de Jésus. Après avoir réalisé son noviciat au Collège des Jésuites de Saint-Omer en 1574, il enseigne la philosophie au collège d'Anchin de Douai, où il enseigne à Robert Southwell. Autodidacte, il en profite pour apprendre le grec ancien, les études bibliques, la patristique, la théologie, ainsi que les droits romain et canon.
En 1583, après un an d'étude à Liège, il est envoyé au Collège Romain pour poursuivre son apprentissage théologique et y rencontre Robert Bellarmin et surtout Francisco Suárez, qui lui enseigne la scolastique renouvelée par l'École de Salamanque. Il y rencontre aussi Maffeo Barberini, futur pape Urbain VIII.
De retour en son pays en 1585, il est nommé professeur de théologie à l’Université de Louvain. Durant son enseignement, il se querelle avec Baius sur la question de la Grâce et  Inspiration dans l’Ecriture Sainte. En 1588 il écrit à Bellarmin lui faisant part de son anxiété : « Je ne pense pas que les catholiques aient autant de zèle à s'opposer aux hérétiques, que n'ont les théologiens de Louvain et Douai [baïnistes] à nous attaquer ...».
À partir de 1600, sa santé déclinant, Lessius est exempté en grande partie de ses tâches d'enseignement. Il profite de ce temps pour effectuer quelques tâches d'inspection pour l'ordre des jésuites avec Olivier Mannaerts, et surtout pour se consacrer à l'écriture de ses œuvres.

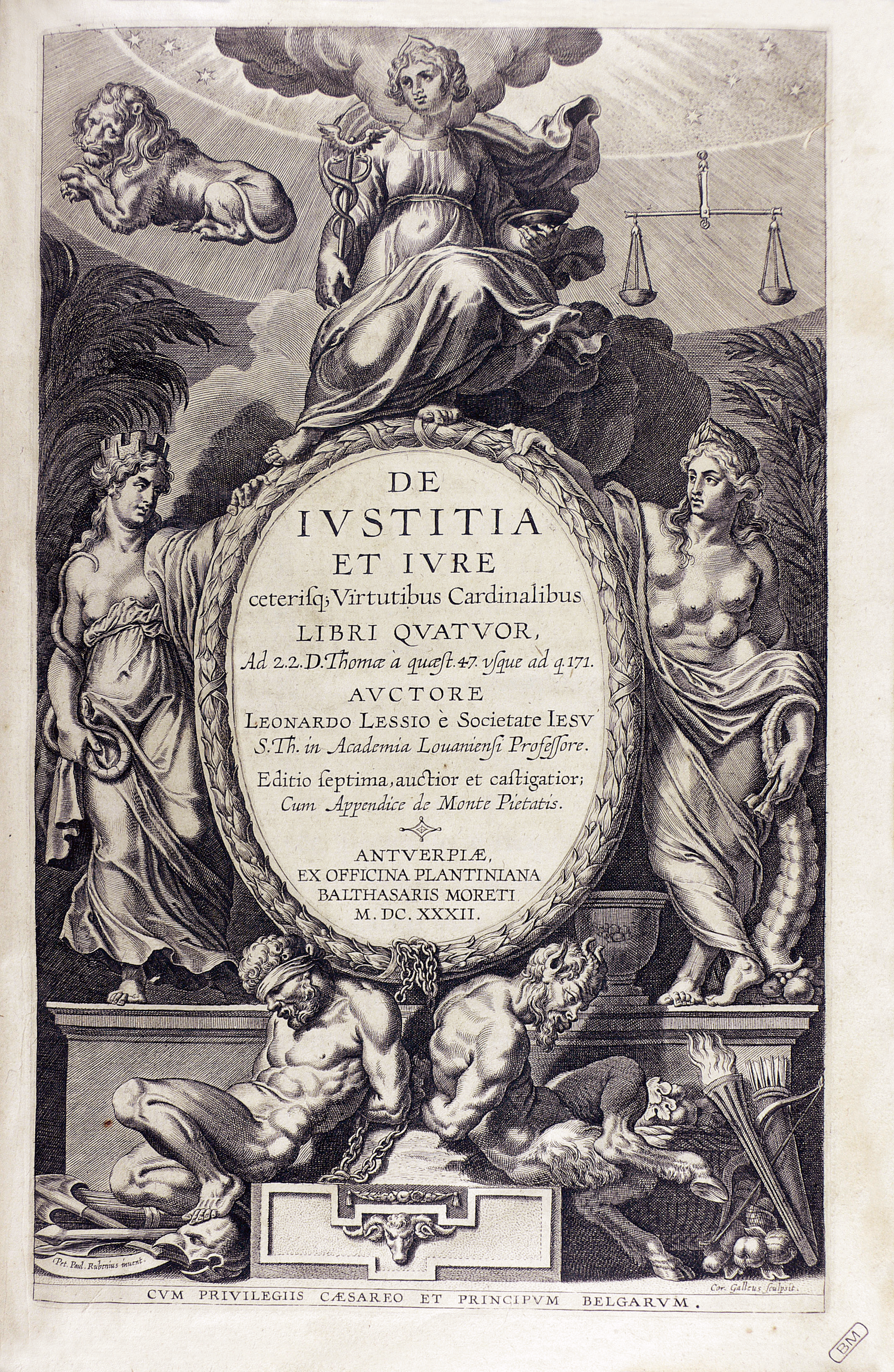
De iustitia et iure, 1632.

## Doctrine

### Droit des obligations
Lessius joue un rôle fondamental dans l'histoire du droit des obligations, inspirant largement Grotius.
Ainsi, suivant les projets de Domingo de Soto, il renforce la tendance à la systématisation des matières juridiques. Il systématise de la même façon le régime de vice du consentement en cas d'erreur ou de dol, permettant l'annulation de l'engagement au profit de la partie victime, et met ainsi fin à la distinction de droit romain qui existait alors entre les contrats de bonne foi et les contrats de droit strict. Il permet aussi, avec Luis de Molina, la séparation entre le droit des contrats et le droit des testaments.
Partisan convaincu du consensualisme, il admet toutefois la possibilité pour les autorités de le limiter pour protéger une certaine population, garantir l'intérêt commun ou assurer la salut de l'âme. Lessius énonce de même un principe de liberté contractuelle et conçoit déjà le principe de force obligatoire du contrat, qui seront ensuite pleinement assumé par Pedro de Oñate. Il admet aussi la théorie de l'imprévision, en considérant qu'on ne peut souhaiter, et donc être lié par, ce qui ne peut être prévu.
Il réfléchit aussi à la notion de juste prix qu'il considère comme le reste de l'École de Salamanque comme le résultat de l'estimation humaine : il estime ainsi que cette notion dispose d'une certaine latitude, dépendant de l'offre et de la demande, de la situation monétaire, du mode de transaction, etc.

### Éthique et sciences économiques
Reconnu comme un "maître de l'analyse économique" pour ses travaux, et notamment sa préfiguration de la théorie de la préférence pour la liquidité, Lessius se montre l'un des grands défenseurs de nouvelles pratiques mercantiles, parfois opposées à l'interprétation juridique traditionnelle, à l'exemple de sa défense des mont-de-piété ou de la figure du triple contrat.
Fondant ses opinions sur la philosophie thomiste, sur le droit romain mais aussi sur des observations empiriques du fonctionnement des marchés, il fournit de nombreux arguments aux défenseurs du développement commercial et du capitalisme.
Dans la même idée, il s'intéresse aussi aux questions d'éthique et déontologiques des fonctions d'avocats et de conseillers.

## Œuvres
- De iustitia et iure ceterisque virtutibus cardinalibus, Louvain, 1605.
- De gratia efficaci, decretis divinis, libertate arbitrii et praescientia Dei condicionata, 1610.
- Quelle foy et religion doit suivre celui qui se veut guarentir de la damnation éternelle. Consultation du R. pere Leonard Lessius, professeur en theologie, de la compagnie de Jésus. Nouvellement traduite par un autre père de la mesme compagnie. Oeuvre tres propre et tres efficace pour reduire au chemin de salut les ames desnoyées et y maintenir les fideles, Bordeaux, Simon Millanges, 1612, 413 p. (lire en ligne).
- Hygiasticon, 1613.
- De Bono statu eorum qui vovent..., Cologne, 1615.
- De perfectionibus moribusque divinis, Anvers, 1620.